# Anton Fingerle

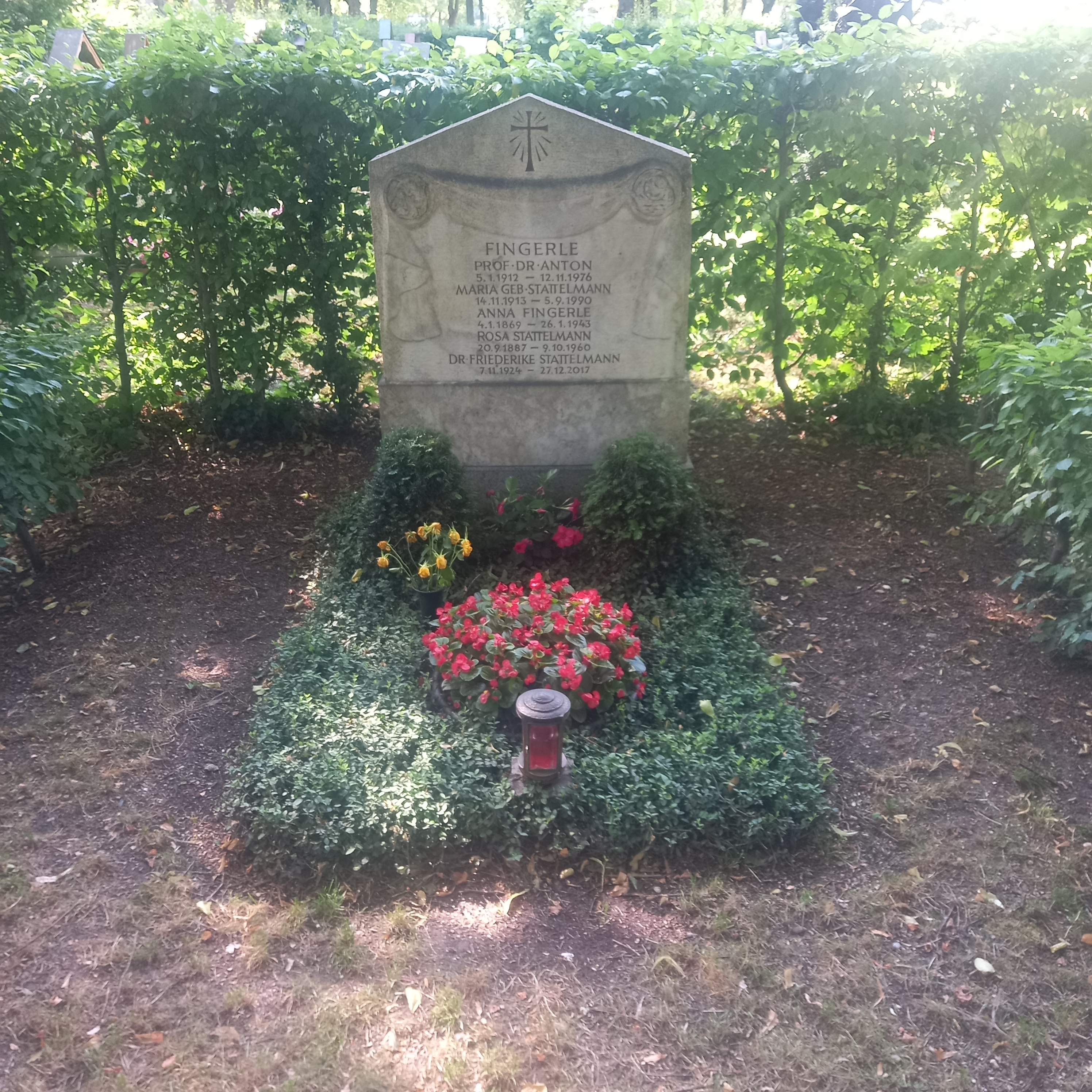
Das Grab von Anton Fingerle und seiner Ehefrau Maria geborene Sattelmann im Familiengrab auf dem Nordfriedhof (München)

Anton Fingerle (* 5. Januar 1912 in München; † 12. November 1976 ebenda) war der erste Stadtschulrat von München nach 1945. Er amtierte vom 8. Mai 1945 bis zum 3. Juni 1976 und gehörte seit 1967 der CSU an.

## Leben und Wirken
Der Sohn der Köchin Anna Fingerle und des Josef Steinacker (bis 1912 Pfarrer in Biberbach bei Wertingen) trat im Mai 1922 in die 1. Klasse des Maximiliansgymnasiums in München ein, legte hier 1931 das Abitur als absoluter "Einser-Schüler" ab und studierte anschließend an der Ludwig-Maximilians-Universität in München Altphilologie. In Anerkennung seiner glanzvollen Abitur-Leistungen wurde er als Stipendiat in die bayerische Maximilians-Stiftung aufgenommen.
1933 bis 1940 unterstützte er Richard Kapferer bei der Übersetzung des Corpus Hippocraticum ins Deutsche und gab mit ihm und Franz Lommer 1951 auch einen Band über die hippokratische Anatomie heraus. Eine weitere Übersetzung mit Kapferer war 1952 Timaios oder Die Schrift über die Natur von Platon. 1939 wurde er bei Franz Dirlmeier an der Ludwig-Maximilians-Universität München zum Dr. phil. promoviert, sein Thema war die Typik der Homerischen Reden.
Auf Vorschlag des amtierenden Oberbürgermeisters Karl Scharnagl wurde Fingerle 1945 von der amerikanischen Militärregierung zum 1. Münchner Stadtschulrat ernannt. Bis 1976 hatte er das Amt inne. 1947 führten unter seiner Federführung Verhandlungen mit den zuständigen US-Dienststellen zur Gründung des Education Service Centers im Amerikahaus. Daraus entwickelte sich die Idee für ein Pädagogisches Institut, das am 2. Juli 1969 gegründet wurde. Während seiner 30-jährigen Amtszeit rief Fingerle Einrichtungen wie beispielsweise die Schuljugendberatung, den Schulpsychologischen Dienst, den Internationalen Lehrer- und Schüleraustausch, den Kreisjugendring München-Stadt, das Jugendkulturwerk ins Leben. Ferner war er aktiv an der Gründung der Internationalen Jugendbibliothek, dessen Vorsitzender er von 1958 bis 1970 war, sowie des Zweckverbands Bayerische Landschulheime beteiligt. Daneben erschuf er erfolgreiche Einrichtungen des sogenannten zweiten Bildungswegs: das Abendgymnasium und das Münchenkolleg und war ab 1968 Honorarprofessor für Klassische Philologie und Didaktik der alten Sprachen an der Ludwig-Maximilians-Universität München. Des Weiteren war er aktiv an der Gründung (9. Juli 1948) der Gesellschaft für christlich-jüdische Zusammenarbeit beteiligt. München war die erste deutsche Stadt, in der sich solch eine Allianz bildete.
Fingerle, „der sich in seiner Funktion als Stadtschulrat pädagogischen Neuerungen gegenüber sehr aufgeschlossen zeigte“, setzte sich vehement für den Ausbau von Kindergärten ein. Diesbezüglich hatte er innovative Schwerpunkte unterstützt, die zum Vorbild für die Kindergartenpädagogik in der damaligen Bundesrepublik Deutschland avancierten:
- Erprobung „repressionsfreier Erziehung“[7]
- Einrichtung von 'Schulkindergärten' für schulpflichtige, aber noch nicht schulreife Kinder
- Eröffnung neuer Krankenhaus-Kindergärten
- Errichtung eines Kindergartens für an Polio erkrankte und durch Contergan geschädigte Kinder
- Spezielle Musik-Kindergärten
- Das Projekt 'bilingualer Kindergarten'
- Einrichtungen für Kinder, die ohne besondere Vorbereitung die Sonderschule nicht besuchen können
- Konzepte und Versuche zur vorschulischen Frühförderung im Kindergarten
- Schwimmenlernen für Kinder im letzten Vorschuljahr
- Vorschulgruppen mit besonderen Förderungsangeboten
- Modellversuch 'Deutsch-Italienische Kindergartengruppen'
- Erprobung der Versuchsreihe 'Deutsche und ausländische Kinder im Kindergarten'[8].

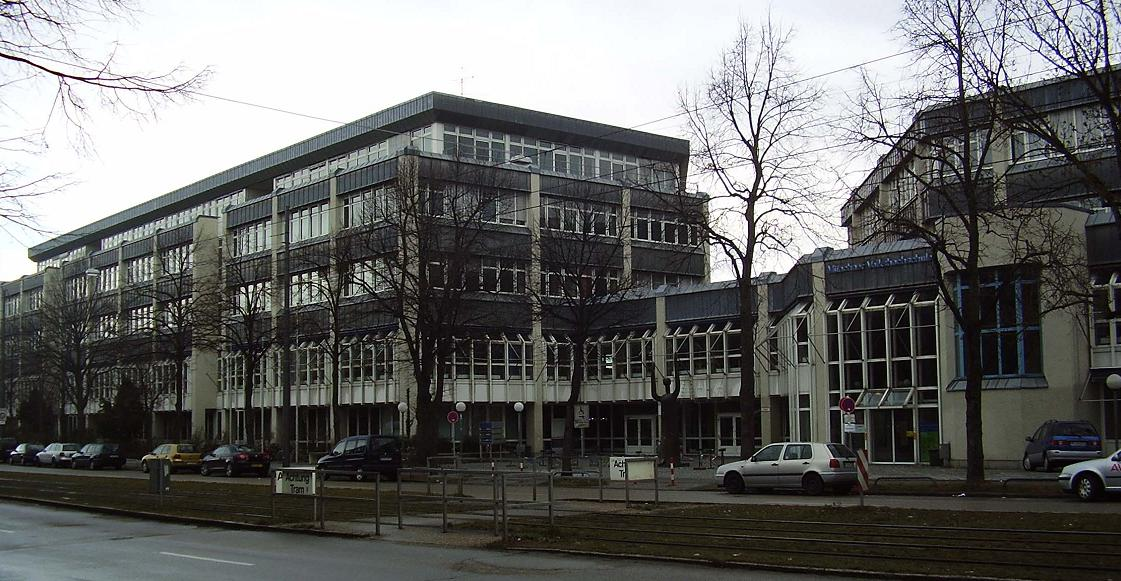
Das Anton-Fingerle-Bildungszentrum in München-Obergiesing.

Fingerle war Vater von fünf Töchtern. Am 12. November 1976 erlitt er in der Eingangshalle der Universität auf dem Weg zur Vorlesung einen Herzinfarkt, dem er erlag. Mehr als zweitausend Trauergäste begleiteten ihn am 17. November 1976 zu seiner letzten Ruhestätte im Münchner Nordfriedhof (Grablage: 136-A-88).
Im Münchner Stadtteil Giesing trägt das „Anton-Fingerle-Bildungszentrum“ (Bild), eine Bildungseinrichtung mit mehreren Schulzweigen, seinen Namen. Zu seinem 100. Geburtstag wurde dem Schulpolitiker und Pädagogen vom Referat für Bildung und Sport der Stadt München eine Ausstellung, Eröffnung am 23. April 2012, gewidmet. Im selben Jahr verlieh die CSU München erstmals den Dr.-Anton-Fingerle Bildungspreis.

## Auszeichnungen
- 1976: Goldene Bürgermedaille der Landeshauptstadt München

## Schriften (Auswahl)
- mit Richard Kapferer, Franz Lommer, Otto Seel und Georg Sticker: Die Werke des Hippokrates. Die hippokratische Schriftensammlung in neuer deutscher Übersetzung. 26 Teile in 5 Bänden. Hippokrates, Stuttgart 1933–1940.
  - von Kai Brodersen bearbeitete Neuausgabe: Hippokrates: Sämtliche Werke. 3 Bände. wbg, Darmstadt 2022. ISBN 978-3-534-27394-2
- Goethes Achilleis. In: Die Literatur, Band 41 (1938), S. 592–596
- Typik der homerischen Reden. Dissertation, München 1939. (Digitalisat)
- Selfgovernment in amerikanischen Schulen. Cassianeum, Donauwörth 1948.
- Humanität. Pflaum, München 1948.
- Erziehung zur Gruppenverständigung. Ein Handbuch für Schulleiter. Christian-Verlag, München 1950.
- mit Richard Kapferer, Franz Lommer: Die anatomischen Schriften in der hippokratischen Sammlung. Hippokrates, Stuttgart 1951.
- mit Richard Kapferer: Platon. Timaios oder Die Schrift über die Natur. Hippokrates, Stuttgart 1952.
- Die Schule als Medium. In: Die Pädagogische Welt, 1953/H. 2, S. 103–105
- Die staatsbürgerliche Bildungspflicht. Isar, München 1956.
- mit Thomas Ellwein: Vernunft und Glaube über die politische Erziehung in der Schule. Cornelsen, Berlin, Bielefeld und Hannover 1958.
- Erwachsenenbildung heute und morgen: Festschrift für Karl Witthan. München 1962.
- München: Heimat und Weltstadt. Wurm, München 1963.
  - fortgeführt von Peter Landshamer: Olympia-Turm-Verlag, München 1980.
- Lateinische Stilübungen. Hueber, München 1965.